# Diplura catharinensis
Espèce
Synonymes
- Pseudohermachura catharinensis Mello-Leitão, 1927
- Prosharmonicon maculatum Mello-Leitão, 1938
- Diplura maculata (Mello-Leitão, 1938)

Diplura catharinensis est une espèce d'araignées mygalomorphes de la famille des Dipluridae.

## Distribution
Cette espèce est endémique de Santa Catarina au Brésil,.

## Description
La carapace de la femelle décrite par Bücherl en 1962 mesure 6,3 mm de long sur 5,0 mm et l'abdomen 8,0 mm

## Étymologie
Son nom d'espèce, composé de cathar[a] et du suffixe latin -ensis, « qui vit dans, qui habite », lui a été donné en référence au lieu de sa découverte, le Santa Catharina orthographe ancienne du Santa Catarina.

## Publication originale
- Mello-Leitão, 1927 : Arachnideos de Santa Catharina (Brasil). Revista do Museu Paulista, vol. 15, p. 393-418 (texte intégral).